# لاس پلاساس
لاس پلاساس (به ایتالیایی: Las Plassas) یک کومونه در ایتالیا است که در استان مدیو کامپیدانو واقع شده‌است.

## خصوصیات
لاس پلاساس ۱۱٫۲ کیلومترمربع مساحت و ۲۷۵ نفر جمعیت دارد.